# Nico Müller (Sänger)
Nico Müller (* 16. März 1982 in Rodewisch) ist ein deutscher Opernsänger (hoher Bariton) und Gesangspädagoge für Musical und Klassik.

## Leben
Seine musikalische Ausbildung begann Nico Müller an der Musikschule Vogtland in den Fächern Gesang, Klavier und Akkordeon. Er war Preisträger im Wettbewerb Jugend musiziert.
Ab 2001 studierte Müller Gesangspädagogik an der Musikhochschule Dresden und Operngesang an der Musikhochschule Weimar. Dort wurde er von Mario Hoff betreut und nahm an Kursen von Olaf Bär, Karl Peter Kammerlander und Charlotte Lehmann teil. Nach seinem Abschluss (2009) als Diplomsänger im Bereich Musiktheater, Oper und Konzert, absolvierte er erfolgreich das Aufbaustudium „Konzertexamen“ an der Musikhochschule Köln (2010).
Bekannt wurde er unter anderem als Mitglied der Formation Adoro, die über 1,7 Millionen Tonträger verkaufte und mehrfach für den Musikpreis Echo-nominiert wurde. Als Solist war er auf deutschen und internationalen Bühnen tätig und sang mit Barbra Streisand, Josep Carreras, Grace Bumbry und Joceline B. Smith in Deutschland, Österreich und der Schweiz. Im Jahr 2013 veröffentlichte er sein erstes Soloalbum Meet Again.
Nico Müller ist im Musiktheater und in den Bereichen Lied, Konzert und Oratorium aktiv. Seine Engagements führten ihn u. a. an die Staatsoperette Dresden, zu den Schlossfestspielen Sondershausen, an das Opernhaus Chemnitz, an die Theater Gera-Altenburg, Hof, Weimar und Münster. Dort übernahm er verschiedene Solistenrollen in Die Hochzeit des Figaro (Mozart), Die schöne Helena (Offenbach), Jekyll and Hyde (Wildhorn), Les Misérables (Schönberg) und sang die Titelrolle in Wolfgang Rihms Oper Jakob Lenz.
Neben seiner Konzerttätigkeit ist er als Gesangspädagoge im Bereich Musical und Klassik tätig. Er unterrichtet an der Musikhochschule in Dresden und Sulzbach-Rosenberg (Bayern). Für seinen YouTube-Kanal produziert Müller neben eigenen Auftritten auch Musikvideos mit befreundeten Sängern und seinen Schülern.

## Diskografie
- 2008: Adoro
- 2009: Adoro Deluxe Edition – CD + DVD
- 2009: Für immer und Dich
- 2010: Glück
- 2011: Die Liebe meines Lebens
- 2011: Die Liebe meines Lebens – Deluxe Edition
- 2012: Ein Abend mit Adoro – LIVE (Live-DVD)
- 2012: Träume
- 2013: Meet Again (Soloalbum)
- 2013: Adoro – Das Beste
- 2014: Nah bei dir
- 2015: Lichtblicke
- 2016: Musical (Soloalbum)
- 2018: My First Love (Soloalbum)
- 2019: Heilige Nacht (Weihnachts-Soloalbum)